# Antoinette Bourignon de la Porte
Antoinette Bourignon de la Porte   (Lilla, 13 de gener de 1616 - Franeker, 30 d'octubre de 1680) va ser una mística i visionària franco-flamenca.
Va predicar durant anys que la fi del món i el Judici Final estaven pròxims, i que havia estat escollida per Déu per a restaurar el veritable cristianisme a la terra, retornar-lo a la puresa primitiva i combatre l'Església Catòlica, regne de l'Anticrist. Es va convertir en la figura central d'una xarxa espiritual amb influència a les Províncies Unides. La seva secta pertanyia als moviments espiritualistes que s'han caracteritzat com el “tercer poder”.
Les seves obres La parole de Dieu ou sa vie antérieure (1663) i La vie extérieure (1668), autobiogràfiques, foren condemnades per l'Església Catòlica.